# 콜드 스킨
《콜드 스킨》(스페인어: La piel fría)은 2017년 10월에 개봉한 스페인과 프랑스의 모험, 공포, SF, 스릴러 영화이다. 하비에르 헨스가 감독을, 헤수스 올모, 에런 션이 각본을 맡았다. 프랑스에서는 2017년 9월 10일 르트레인지 축제에 상영되었고, 스페인에서는 2017년 10월 20일에, 대한민국에서는 2018년 11월 5일에 개봉되었다.

## 줄거리
여태껏 보지 못한 새로운 생명체, 다윈의 진화론은 거짓이었다!
외딴 섬, 단 두 명의 해양 관측사와 등대지기. 밤이면 차가운 피부를 가진 놈들이 습격해온다. 낮에는 전투를 준비하고, 밤에는 끝없는 사투가 이어지는데... 어두워지면 어김없이 처절한 사투가 시작된다!

## 출연진
주연
- 레이 스티븐슨 - 그루너 역
- 데이비드 오크스 - 프리 엔드 역
- 오라 가리도 - 아네리스 역

조연
- 존 벤필드 - 캡틴 악셀 역
- 벤 템플
- 이반 곤잘레스 - 웨더 오피셜 역